# 锦带花白粉菌
锦带花白粉菌（学名：Erysiphe weigelae）是属于白粉菌目白粉菌科白粉菌属的一种真菌，寄生在水马桑上。该种分布于中国。